# Stazione di Moiana
Stazione di Moiana vasútállomás Olaszországban, Lombardia régióban, Merone település Moiana részében.

## Vasútvonalak
Az állomást az alábbi vasútvonalak érintik:
- Como–Lecco-vasútvonal

## Kapcsolódó állomások
A vasútállomáshoz az alábbi állomások vannak a legközelebb:
- Stazione di Merone
- Stazione di Casletto-Rogeno